# El Arenal (Jalisco)
Pour les articles homonymes, voir Arenal.
El Arenal est une ville et une municipalité de l'État de Jalisco au Mexique.
La municipalité a 19 900 habitants en 2015.
Elle est connue pour sa production de tequila.

## Géographie
El Arenal est située à 1 450 m d'altitude dans la région Valles de l'État de Jalisco, entourée par les municipalités de Zapopan à l'est, Tala au sud et Amatitán à l'ouest et au nord.
Elle est desservie par l'autoroute Guadalajara-Tepic et par la route fédérale 15 Mexico-Nogales à une quarantaine de kilomètres de Guadalajara en direction du nord-est.
La température moyenne annuelle est de 20 °C. Les vents dominants viennent du sud-ouest.
Les précipitations annuelles moyennes font 1 103,6 mm. Il pleut principalement en juin et juillet. Il y a 13 jours de gel par an en moyenne.
La municipalité fait partie du bassin versant des rivières Cuisillos et Juchipila dans le bassin hydrographique Lerma-Chapala-Santiago.

## Démographie
En 2010, la  municipalité compte 17 545 habitants pour une superficie de 181,81 km2, dont 81 % de population urbaine.
Elle comprend 26 localités dont les plus importantes sont le chef-lieu, El Arenal (11 610 habitants), Santa Cruz del Astillero (2 541 habitants) et Huaxtla (2 039 habitants).
Au recensement de 2015, la population de la municipalité passe à 19 900 habitants.

## Points d'intérêt
- culture du maïs et de l'agave ;
- production de tequila ;

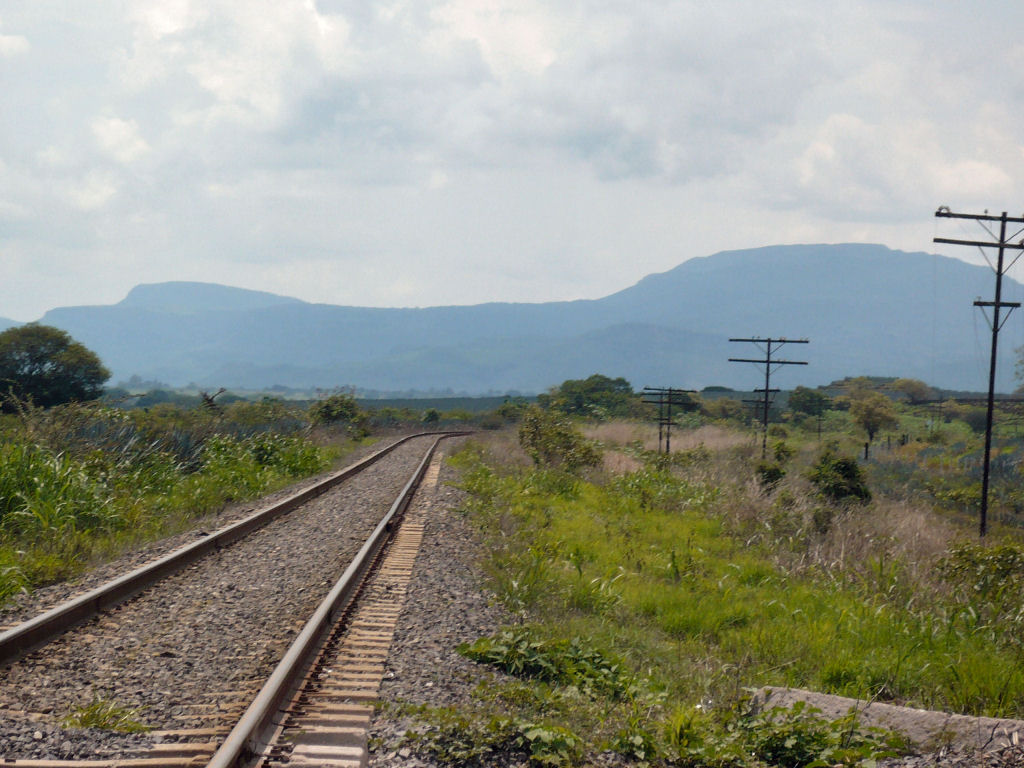

- forêts d'El Panchote et de Santa Quitería ;
- ríos Arenal et Salado, barrage de Las Tortugas ;
- haciendas de Huaxtla et de Santa Quitería[1].